# Szokotri nyelv
A szokotri nyelv vagy szokotrai nyelv a Jemenhez tartozó Szokotra szigetén beszélt modern dél-arab nyelvek csoportjába tartozó sémi nyelv, ami közeli rokonságban van az arab nyelvvel és annak változatával a jemeni arabbal, viszont nem dialektusa annak. Szokotra lakosságának, a szokotriknak a nagy része beszéli, de kivándoroltak élnek még Ománban és az Egyesült Arab Emírségekben. A Szokotrához közel fekvő Abd al Kuri, Szamha és Darsza szigeteken is ezt a nyelvet beszéliik. Világszerte összesen több mint hetvenezer ember tekinthető a szokotrai nyelv beszélőjének.
Közvetlen rokona a Jemenben beszélt mehri nyelv és a már régi kihalt szabái nyelv is. A szokotri nem hivatalos Szokotra szigetén, kizárólag a klasszikus arab nyelvet használják. Szokotra társadalma a világon egyedülálló módon zárt, nagyon sokan primitív körülmények között élnek eldugott hegyvidéki közösségekben, emiatt nincs például oktatás a szigeten. Vitalij Naumkin orosz nyelvész elsőként dokumentálta a szokotri nyelvet és készítette el írásbeli szisztémáját 2014-ben.
Mohamed próféta születése körüli időkben az arabok, akik annak idején még csak az Arab-félszigetet népesítették be, két külön csoportra szakadtak szét. A rómaiak által Boldog Arábiának nevezett terület a délarab nép lakóhelye volt (ez nagyjából a mai Jemen), amelynek kialakult a saját nyelve, a délarab nyelv. A délarabok földműveléssel foglalkoztak, mivel itt a vidék nem volt olyan száraz és sivatagos, mint északon, ahol az északi arabok nomád életmódot folytattak. Az északi arab nyelv és a délarab nyelv között jelentős különbségek voltak és mindkettő saját ábécével rendelkezett. Az északarab nyelv lett aztán a mai klasszikus arab őse, míg a délarab az iszlám hódítás után megszűnt és kihalt Jemenből, a szokotri és a mehri nyelv a délarab máig élő utódai.